# Casanova de Codinac
La Casanova de Codinac és una masia de Sant Pere de Torelló (Osona) protegida com a Bé Cultural d'Interès Local.

## Descripció
El mas de Casanova de Codinac està situat al sud de Sant Pere de Torelló tot i que una part de la finca pertany al terme de Sant Vicenç de Torelló. El mas el formen dues cases, la masoveria i la casa senyorial annexada i connectada amb la primera. La masoveria es creu que té més de 150 anys mentre que l'època de la casa senyorial estaria compresa entre els anys 1880 i 1900.
La masoveria presenta planta quadrangular amb planta baixa (quadres i corrals) i primer pis (habitacle). Els murs són fets de maó i pedra lligats amb argamassa. Els muntants de les finestres són de maó i les llindes de fusta, igual que el portal d'entrada. La coberta és a dos vents, amb l'eix perpendicular a la façana principal i feta amb encadellat ceràmic, llata i bigues de fusta i teula ceràmica àrab. També té una petita barbacana que mostra els colls de fusta, encadellat i llata.
La casa senyorial consta de planta baixa, primer pis i segon pis, tots ells amb funció d'habitatge. Els materials de les parets i la teulada són propis d'un edifici de més recent construcció. Les finestres no presenten elements característics, si bé tenen els muntants lleugerament repujats. A la façana principal, orientada a sud, hi ha un gran porxo amb arcs rebaixats i grans finestrals. La teulada és a dues vessants, feta amb bigues de formigó, revoltó i teula àrab. La casa té un gran jardí al davant.